# Dieter Gänkler
Dieter Gänkler (* 19. Oktober 1935) ist ein ehemaliger deutscher Fußballspieler. Von 1956 bis 1960 war er für den SC Fortschritt Weißenfels in der DDR-Oberliga, der höchsten Spielklasse im DDR-Fußball, aktiv.

## Sportliche Laufbahn
Gänkler gab sein Debüt in der Oberliga für den SC Fortschritt Weißenfels im Alter von 20 Jahren im ersten Spiel der Rückrunde in der Saison 1956 (Kalenderjahr-Spielzeit). Er wurde als Ersatz für den bei Weißenfels ausgeschiedenen Mittelstürmer Karl Meyer eingesetzt. Da diese Position später Eberhard Dallagrazia übernahm, bestritt Gänkler bis zum Saisonende nur noch fünf weitere Oberligaspiele, aber nur noch eins von Beginn an. Auch 1957 schaffte Gänkler noch nicht den Sprung in die Stammelf des SC Fortschritt. Zu Beginn der Oberliga-Hinrunde vertrat er den Rechtsverteidiger Paul Reinhardt in zwei Spielen, danach sprang er für den verletzten Dallagrazia fünfmal als Mittelstürmer in Punktspielen ein. In seinem ersten Saisonpunktspiel als Mittelstürmer gelangen ihm beim 4:0-Heimsieg über den SC Motor Karl-Marx-Stadt drei Tore, seine ersten aber auch letzten Treffer in der Oberliga. In der Rückrunde der Oberligasaison 1957 kam er nur noch in drei Punktspielen zum Einsatz. In der Spielzeit 1958 schaffte Gänkler den Durchbruch zum Stammspieler. Er übernahm die Position des rechten Verteidigers vom ausgeschiedenen Paul Reinhardt und bestritt auf dieser Position alle 26 Punktspiele. Diese Serie konnte er auch 1959 fortsetzen. Danach sah es auch 1960 aus, denn Gänkler stand bis auf ein Spiel bis zum 16. Spieltag in jedem Punktspiel in der Weißenfelser Elf. Danach verletzte er sich so schwer, dass er bis zum Saisonende nicht mehr eingesetzt werden konnte und danach aus der Mannschaft verabschiedet wurde. Nach 88 Oberligaeinsätzen und fünf Toren war seine leistungssportliche Karriere beendet.